# Tsukumizu
Tsukumizu（日语：つくみず）是日本漫畫家，代表作品為《少女終末旅行》、《蘑菇的擬態日常》。

## 經歷
在小學至高中期間，Tsukumizu有廣泛閱讀小說的喜好，當時欣賞的作品有村上春樹的《挪威的森林》、《舞·舞·舞》，以及江國香織的《那年，我們愛得閃閃發亮》等書。
高三那年Tsukumizu開始對插畫產生興趣，在想成為美術教師的念頭下，前往了愛知教育大學就讀。大二期間Tsukumizu開始嘗試繪製漫畫，畢業之前則在朋友的邀請下加入同人社團，一起發表了數本同人誌。
2014年Tsukumizu成為了職業漫畫家，在新潮社的《月刊Comic@Bunch》雜誌上連載處女作《少女終末旅行》，內容描述著在文明已崩壞、人類幾乎全滅的末世界裡，一對少數倖存的少女在廢墟都市裡到處遊走的故事。該作品之後在2018年連載完畢，並有在結束前一年被WHITE FOX工作室改編成電視動畫播出。
2019年Tsukumizu在KADOKAWA的四格漫畫雜誌《COMIC CUNE》上連載第二份個人作品《蘑菇的擬態日常》，內容為一名長期隱蔽在家的少女，決心返回校園後發生的各種生活遭遇。在同一年裡Tsukumizu以之前的作品《少女終末旅行》，獲得到日本星雲獎漫畫部門得主。2020年2月至3月期間則在東京澀谷區的丸井百貨裡，展開個人的首次畫展。

## 風格
在打底草稿圖方面，習慣採用鉛筆來描繪。大學時期在導師的指教之下，畫面上強調整體黑白明暗之間的平衡。作畫上會帶有些許抖動的線條，此點是受到動畫師大平晉也的影響。
有觀賞《搶救雷恩大兵》這一類戰爭題材電影的喜好，在連載《少女終末旅行》時，有將戰場用半履帶摩托車SdKfz 2引用為故事裡主角移動用的載具。
Tsukumizu在小學時便對魚類相當感興趣，並曾有期望能當魚類學者的夢想。他有許多畫裡頭帶有魚類的插圖作品，其中他喜愛的魚類是秋刀魚。

## 作品

### 同人誌
- ：大學時期在現代視覺文化研究會與眾人推出的同人誌，收錄《少女終末旅行》雛形作品。[13]
- 01.0 芙蘭與粉紅色的玩具：2011年12月30日在同人社團「妹幻想自治區」下以月水憂的筆名發表，採用《東方Project》角色芙蘭朵露為題材的成人取向同人誌。[14]
- 02.0 來對芙蘭懲罰！：2012年5月27日發表，同樣以芙蘭朵露為題材的成人取向同人誌。[14]
- 03.1 快感的好奇心：2012年12月30日發表，同樣以芙蘭朵露為題材的成人取向同人誌。[14]
- 04.1 與穿幼稚園裝的芙蘭一起H：2013年5月26日發表，同樣以芙蘭朵露為題材的成人取向同人誌。[14]
- 想尋死的芙蘭：2013年8月12日以Tsukumizu筆名發表，芙蘭朵露為題材的普級同人誌。[14]
- 文學就是搖滾。 vol.3：2013年11月4日密林社發行，負責章節〈稍微有些明亮的海底〉。
- 平成解禁2：2013年11月17日在同人社團「Thomasson」下發行，以《生於平成（日语：平成生まれ）》為題材的多人合創成人取向同人誌。[15]
- 關於在文明的夜晚裡的烤秋刀魚與電磁波偵測器：2014年2月2日以月水技研筆名發表的原創同人誌。[15]
- 骨舌魚：2014年12月23日以月水技研筆名發表的原創同人誌。[15]
- Tsukumizu塗鴉畫集：2018年2月11日以Tsukumizu筆名發表的插畫集，收錄個人Twitter上發表的插畫。[15]
- Tsukumizu塗鴉畫集2：2021年10月28日推出，同樣收錄在個人Twitter上發表的插畫。

### 連載漫畫
- 少女終末旅行：2014年2月21日至2018年1月12日期間在《月刊Comic@Bunch》連載。
- 蘑菇的擬態日常：2019年1月26日至2023年11月27日期間在《COMIC CUNE》連載。

### 漫畫選集參與
- 學園孤島漫畫選集壞：2015年9月12日芳文社發行。
- 少女終末旅行公式漫畫選集：2017年10月13日KADOKAWA發行。
- 少女終末旅行公式漫畫選集2：2020年2月28日KADOKAWA發行。

### 書籍封面‧插圖
- 人之町：2019年7月26日新潮社發行，詠坂雄二（日语：詠坂雄二）的著書。[16]
- 對於生活感到痛苦的人 最強悲觀主義者蕭沆的思想：2019年12月27日星海社發行，大谷崇的著書。[17]
- 為了持續終結的我們：2021年2月17日星海社發行，岩倉文也的小說。[18]
- 一九八四：2024年9月26日星海社發行，英國作家喬治·歐威爾的小說，內容由山形浩生（日语：山形浩生）翻譯。[19]
- 萬物理論（Distress）：東京創元社慶祝成立70週年在2024年11月發行的限量封面版本，澳洲作家格雷格·伊根的小說，內容由山岸真（日语：山岸真）翻譯。[20]
- 終末的溫柔、：2024年12月19日KADOKAWA發行，臨床心理師淺井音樂的散文集。[21]

### 電視動畫
- 少女終末旅行：片尾動畫段落作畫。[22]
- 戀愛中的小行星：第10集片尾插畫。[22]
- 別對映像研出手！：第3集片尾插畫。[22]
- 黃金拼圖：電視動畫聲援插圖。[23]

## 外部連結
- 新潮社上的Tsukumizu介紹頁面（日語）